# Evérard Daigle
Pour les articles homonymes, voir Daigle.
Evérard H. Daigle  (2 décembre 1925 - 2 mars 2022) est un homme d'affaires et un homme politique canadien.

## Biographie
Evérard H. Daigle est né le 2 décembre 1925 à Saint-Léonard et décédé le 2 mars 2022 à Grand-Sault, au Nouveau-Brunswick. Son père est Henri Daigle et sa mère est Eva Albert. Il étudie au Collège Saint-Joseph de Memramcook. Il épouse Jeannette Dionne le 30 juin 1948 et le couple a cinq enfants.
Il est député de Grand-Sault à l'Assemblée législative du Nouveau-Brunswick de 1974 à 1987 en tant que libéral. Il est aussi maire de Grand-Sault.
Il est membre des Chevaliers de Colomb et du Club Richelieu.